# Minamisatsuma
Minamisatsuma (南さつま市, Minamisatsuma-shi) est une ville située dans la préfecture de Kagoshima, au Japon.

## Géographie

### Situation
Minamisatsuma est située dans le sud-ouest de la péninsule de Satsuma.

### Démographie
En décembre 2021, la population de la ville de Minamisatsuma était de 32 903 habitants, répartis sur une superficie de 283,59 km2.

## Histoire
La ville de Minamisatsuma a été créée en 2005 de la fusion de l'ancienne ville de Kaseda avec les anciens bourgs de Kinpō, Bonotsu, Kasasa et Ōura.